# ستيفن آدامز (مصرفي)
ستيفن آدامز (بالإنجليزية: Stephen Adams) هو مصرفي أمريكي، ولد في 1937 في مينيسوتا في الولايات المتحدة.